# Linnaemya speciosissima
Linnaemya speciosissima là một loài ruồi trong họ Tachinidae.